# Naos

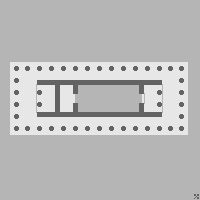
Rzut świątyni greckiej typu peripteros z zaznaczonym wewnątrz naosem

Naos (gr. ναός naós - świątynia), cella (łac. cella - izba) – najważniejsze pomieszczenie w świątyni.
W starożytnej Grecji i Rzymie pomieszczenie, w którym umieszczano posąg bóstwa. Była to zamknięta przestrzeń sanktuarium, najczęściej prostokątna, zwykle poprzedzona przedsionkiem (zwanym pronaos). W większych świątyniach naos był dzielony na trzy części (nawy) i poprzedzony pronaosem w postaci portyku. W jego tylnej części symetrycznie do pronaosu znajdował się często opistodomos, a między opistodomosem i naosem bywał umieszczany adyton.
W architekturze bizantyńskiej naosem zwano środkową część i sanktuarium kościoła zbudowanego na planie centralnym, czyli tę część, w której odbywały się czynności liturgiczne.
W starożytnym Egipcie naos był rodzajem relikwiarza lub pomniejszonej kaplicy z umieszczanym w niej posążkiem lub symbolem bóstwa, zazwyczaj lokowanej w najdalszej głębi sanktuarium. Dostęp do niego miał jedynie kapłan, a wyobrażenie bóstwa opuszczało to miejsce jedynie podczas codziennej jego porannej pielęgnacji lub z okazji uroczystych procesji, umieszczone na tzw. barce. 
Początkowo wykonywane tylko z drewna, naosy pojawiają się w okresie Średniego Państwa. Rzadkie jeszcze w czasach Nowego Państwa, w Epoce Późnej na ogół spotykane jako kamienne (z granitu). Nazwą tą określano również wolnostojące kapliczki (na ogół o wysokości 1-1,5 m) poświęcone nie tylko bóstwom znacznym (na przykład Hathor, Neit), lecz i pomniejszym (np. domowym, jak Bes lub Toeris). Częste w Okresie Ptolemejskim, wykonywane były z taniego i łatwego w obróbce piaskowca.  
| O18 |

| O21 |

Włączony do systemu znaków pisarskich, naos przedstawiany był też w postaci hieroglifu, występującego w dwóch postaciach: starszej i uproszczonej nowszej (prostokąt). Nazwę wywodzi się od per-ur („wielki dom”); może ona nawiązywać do tradycji pierwszych świątyń Górnego Egiptu. Spotykana w sztuce staroegipskiej postać niosąca niewielki (procesyjny) naos określana jest greckim mianem naoforos (najwcześniejsze przedstawienia pochodzą z czasów XVIII dynastii). Naos, którego cokół często ozdabiano postaciami faraona podtrzymującego sklepienie niebios, był również ich symbolem, a otwieraniu jego drzwi towarzyszyła formuła „Otwierają się bramy niebios”.